# Eating Raoul

Eating Raoul est un film américain réalisé par Paul Bartel et sorti en 1982.

## Synopsis
Paul, un vendeur de vins, et Mary, une infirmière, rêvent d'ouvrir leur propre restaurant. Mais Paul perd son travail et Mary a bien du mal à obtenir de la banque le crédit nécessaire pour réaliser leur rêve. Le couple est également excédé par les soirées échangistes qui ont lieu dans leur résidence.
Un soir, l'un des échangistes tente de violer Mary. En venant à son secours, Paul tue accidentellement l'agresseur en le frappant avec une poêle. Affolés, ils prennent son portefeuille avant de se débarrasser du cadavre. Le lendemain, un autre échangiste un peu trop empressé subit le même sort. Cet argent facile donne à Paul une idée : ils passent une annonce dans un journal afin d'attirer chez eux des pervers en leur promettant d'assouvir leurs fantasmes, un prétexte pour les tuer et les dépouiller.
Soucieux d'œuvrer discrètement, ils contactent un serrurier, Raoul, pour renforcer la porte d'entrée. Mais Raoul s'avère être un voleur qui revient dans la nuit pour dérober les précieuses bouteilles de vin que Paul conserve pour son futur restaurant. Découvrant dans la cuisine le cadavre de la dernière victime de Paul et Mary, il décide de s'associer avec eux. Bientôt, Raoul devient l'amant de Mary et tente de se débarrasser de Paul, tandis que ce dernier voit d'un mauvais œil ce profiteur qui revend dans leur dos les voitures des victimes à des acheteurs peu scrupuleux, et les cadavres à une fabrique d'aliments pour chiens.

## Fiche technique
- Titre : Eating Raoul
- Réalisation : Paul Bartel
- Scénario : Paul Bartel et Richard Blackburn
- Production : Anne Kimmel
- Musique : Arlon Ober
- Photographie : Gary Thieltges
- Montage : Alan Toomayan
- Date de sortie : 24 mars 1982

## Distribution
- Paul Bartel : Paul Bland
- Mary Woronov : Mary Bland
- Robert Beltran : Raoul Mendoza
- Susan Saiger : Doris la dominatrice / Sally Cummings, une infirmière
- Lynn Hobart : La cliente de la boutique de vins
- Richard Paul : Le patron de Paul
- Mark Woods : Le braqueur
- Darcy Pulliam : Sheila, une infirmière
- Ben Haller : Dewey
- Garry Goodrow : L'échangiste ivre
- Richard Blackburn : James de la vallée
- Hamilton Camp : John Peck, l'acheteur de vins malhonnête
- Buck Henry : M. Leech, le banquier
- Anna Mathias : La secrétaire de la banque
- Hanns Manship : Le garde de la banque
- Dan Barrows : Bobby R., le « garçon très vilain »
- Allan Rich : Le « nazi »
- Ed Begley Jr. : Le « hippie »
- Billy Curtis : Le nain avec un dalmatien
- Ralph Brannen : L'ami de Raoul
- John Paragon : Le vendeur du sex-shop
- Don Steele : Howard Swine, l'animateur de la soirée échangiste
- Rick Waln : L'admirateur de Doris à la soirée
- Edie McClurg : Susan, l'échangiste en fourrure
- John Landis : L'homme barbu qui cogne Mary à la banque (caméo non crédité)
- Charles B. Griffith (non crédité)

## Commentaires
Ne pouvant convaincre son ami Roger Corman de financer le film, le réalisateur et acteur Paul Bartel rassembla l'argent lui-même avec l'aide de sa famille et de ses amis, tournant les scènes dès qu'il disposait des fonds nécessaires. Le budget total se monta à 500 000 dollars et le tournage dura 21 jours étalés sur une période d'un an, dans l'appartement d'un ami qui était promis à la démolition.
Paul Bartel partage l'écran avec sa partenaire fétiche Mary Woronov qu'il avait déjà dirigée en 1975 dans La Course à la mort de l'an 2000 et avec qui il jouera par la suite dans plusieurs autres films, parmi lesquels La Nuit de la comète (1984) ou Shopping (1986) dans lequel ils reprennent leur rôle des époux Bland.
Le film a été adapté en une comédie musicale, Eating Raoul : The Musical, sortie en 1992.

## Bande originale
| Titre                                                                     | Interprète     | Scène                                                          |
| ------------------------------------------------------------------------- | -------------- | -------------------------------------------------------------- |
| Exactly Like You                                                          | Jonathan Beres | Générique de début                                             |
| El Amante Triste                                                          | Bruce Scott    |                                                                |
| Diablo Con Vestido Azul (version espagnole de Devil With A Blue Dress On) | Los Lobos      | Paul suit discrètement Raoul en ville                          |
| Doggy King Commercial                                                     | The Gang       | Publicité pour les aliments pour chiens « Doggie King »        |
| Gimme That Cash Jack                                                      | Bruce Scott    | Paul et Mary revendent les voitures des victimes de la soirée. |

## Un projet de suite
Eating Raoul ayant acquis quelques années plus tard un statut de film culte, une suite intitulée Bland Ambition fut envisagée. Paul Bartel et Mary Woronov devaient reprendre leurs rôles respectifs, tandis que Chevy Chase devait interpréter un maître chanteur. Le scénario fut même écrit par Paul Bartel avec Richard Blackburn qui avait déjà collaboré à l'écriture du premier opus. Dans cette suite, Paul et Mary sont devenus propriétaires d'un restaurant comme ils en avaient rêvé. Le gouverneur de Californie s'y rend et est furieux de ne pas être reconnu et de devoir faire la queue. Pour se venger, il ordonne une inspection sanitaire. Mais les médias sont du côté des deux héros et les incitent à se lancer dans la campagne pour le poste de gouverneur. Afin d'asseoir une image de famille modèle, ils adoptent une petite fille qui s'avère être une vraie peste.
Le projet ne vit cependant jamais le jour car Paul Bartel décéda en 2000 alors qu'il était sur le point de le concrétiser.